# Traktat ustanawiający Europejską Wspólnotę Energii Atomowej
Traktat ustanawiający Europejską Wspólnotę Energii Atomowej – oficjalna nazwa głównego aktu wspólnotowego prawa pierwotnego Europejskiej Wspólnoty Energii Atomowej. Stanowi część dorobku prawnego Wspólnot od 1958 r., od Traktatu z Maastricht stał się częścią prawa Unii Europejskiej. Od Traktatu z Lizbony wyłączony ponownie z prawa Unii Europejskiej. Jego przepisy znalazły się najpierw w traktatach rzymskich, zmodyfikowane traktatem fuzyjnym, traktatami budżetowymi, Jednolitym Aktem Europejskim, Mastricht, Amsterdamem, Niceą i ostatecznie Lizboną. Niemcy, Austria i Irlandia wskazały potrzebę zwołania kolejnej konferencji międzyrządowej weryfikującej Traktaty, szczególnie Traktat ustanawiający EWEA, w celu przejrzystości i uporządkowania współpracy.